# Leonard Nimoy Presents Mr. Spock's Music from Outer Space
Albums de Leonard Nimoy
Two Sides of Leonard Nimoy
(1968)
Leonard Nimoy presents Mr. Spock's Music From Outer Space est un album enregistré par Leonard Nimoy en tant que monsieur Spock, son personnage dans la série télévisée de science-fiction Star Trek. Il est sorti en juin 1967 sur le label Dot Records (en).
Il a été réédité au format CD en 1995 par Varèse Sarabande avec sept titres bonus qui correspondent à la première face du deuxième album de Nimoy, Two Sides of Leonard Nimoy. Certaines des chansons de cet album ont également été reprises sur la compilation Spaced Out: The Very Best of Leonard Nimoy and William Shatner (1998).

## Titres
| 1. | Theme from Star Trek (en)      | Alexander Courage, Gene Roddenberry              | 2:04 |
| 2. | Alien                          | Cy Coben (en)                                    | 1:57 |
| 3. | Where Is Love? (en)            | Lionel Bart                                      | 1:50 |
| 4. | Music to Watch Space Girls By  | Tony Velona, Sid Ramin                           | 2:17 |
| 5. | Beyond Antares                 | Wilbur Hatch, Gene Coon                          | 2:03 |
| 6. | Twinkle, Twinkle, Little Earth | Charles R. Grean (en), Fred Hertz, Leonard Nimoy | 2:12 |

| 7.  | Mission: Impossible          | Lalo Schifrin                     | 1:58 |
| 8.  | Lost in the Stars            | Maxwell Anderson, Kurt Weill      | 2:25 |
| 9.  | Where No Man Has Gone Before | Alexander Courage                 | 2:24 |
| 10. | You Are Not Alone            | Don Christopher                   | 2:02 |
| 11. | A Visit to a Sad Planet      | Charles R. Grean, Don Christopher | 2:50 |